# Diocesi di Bafoussam

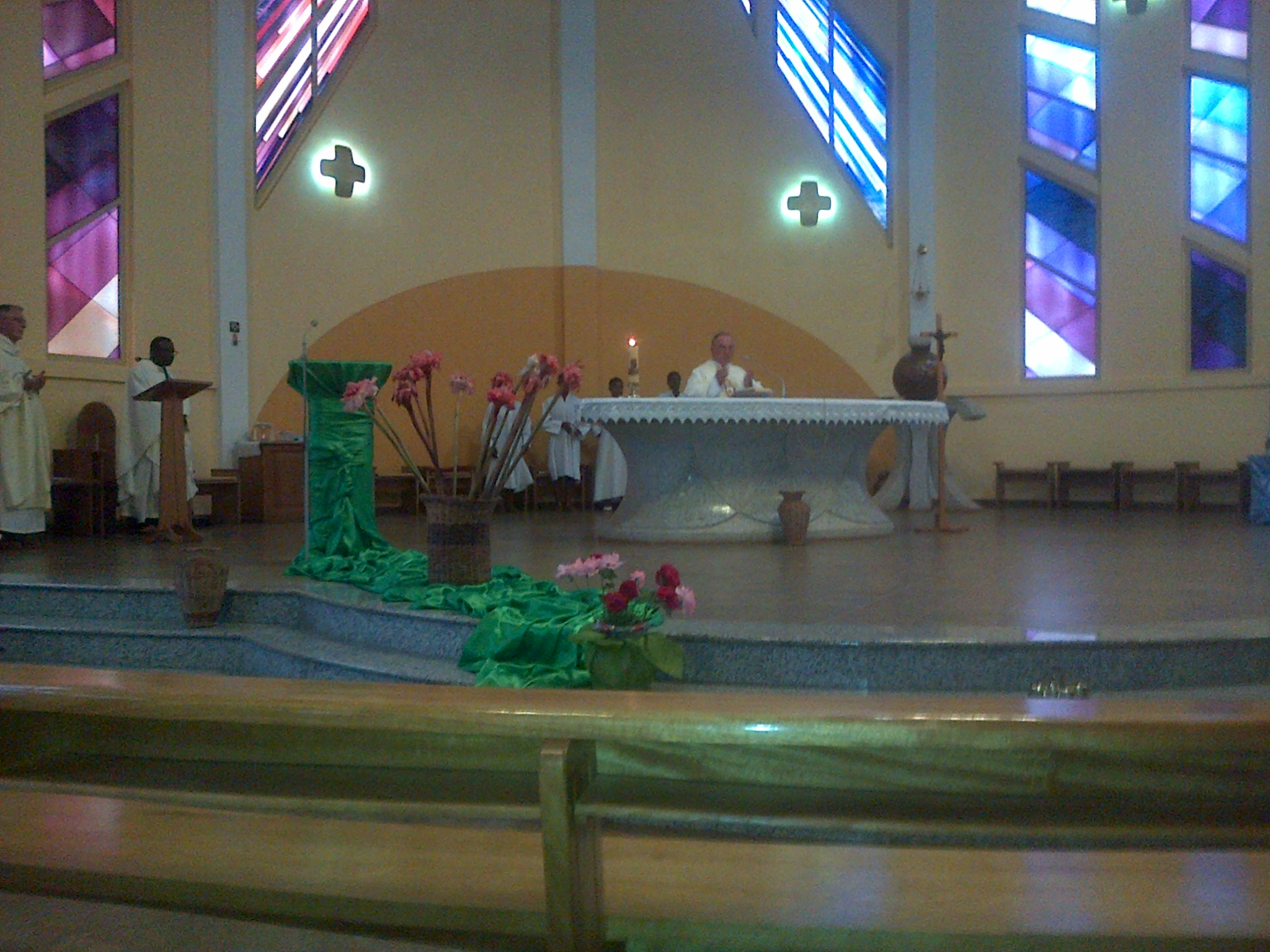
Una Messa alla parrocchia del Sacro Cuore di Ndiendam Bafoussam

La diocesi di Bafoussam (in latino Dioecesis Bafussamensis) è una sede della Chiesa cattolica in Camerun suffraganea dell'arcidiocesi di Douala. Nel 2022 contava 301.130 battezzati su 2.179.630 abitanti. È retta dal vescovo Paul Lontsié-Keuné.

## Territorio
La diocesi è situata nella regione dell'Ovest in Camerun.
Sede vescovile è la città di Bafoussam, dove si trova la cattedrale di San Giuseppe.
Il territorio si estende su 13.000 km² ed è suddiviso in 97 parrocchie.

## Storia
La diocesi è stata eretta il 5 febbraio 1970 con la bolla Munus Apostolicum di papa Paolo VI, ricavandone il territorio dalla diocesi di Nkongsamba.
Originariamente suffraganea dell'arcidiocesi di Yaoundé, il 18 marzo 1982 è entrata a far parte della provincia ecclesiastica di Douala.

## Cronotassi dei vescovi
Si omettono i periodi di sede vacante non superiori ai 2 anni o non storicamente accertati.
- Denis Ngande † (5 febbraio 1970 - 28 febbraio 1978 deceduto)
- André Wouking † (15 marzo 1979 - 27 novembre 1998 nominato arcivescovo di Yaoundé)
- Joseph Atanga, S.I. (22 giugno 1999 - 3 dicembre 2009 nominato arcivescovo di Bertoua)
- Dieudonné Watio (5 marzo 2011 - 19 marzo 2021 ritirato)
- Paul Lontsié-Keuné, dal 27 novembre 2021

## Statistiche
La diocesi nel 2022 su una popolazione di 2.179.630 persone contava 301.130 battezzati, corrispondenti al 13,8% del totale.
| anno | popolazione | popolazione | popolazione | presbiteri | presbiteri | presbiteri | presbiteri                | diaconi | religiosi | religiosi | parrocchie |
| anno | battezzati  | totale      | %           | numero     | secolari   | regolari   | battezzati per presbitero | diaconi | uomini    | donne     | parrocchie |
| ---- | ----------- | ----------- | ----------- | ---------- | ---------- | ---------- | ------------------------- | ------- | --------- | --------- | ---------- |
| 1980 | 156.500     | 921.000     | 17,0        | 40         | 19         | 21         | 3.912                     |         | 26        | 76        | 26         |
| 1990 | 233.000     | 1.164.000   | 20,0        | 55         | 35         | 20         | 4.236                     |         | 23        | 84        | 27         |
| 1999 | 262.035     | 1.590.700   | 16,5        | 82         | 58         | 24         | 3.195                     |         | 31        | 97        | 41         |
| 2000 | 266.200     | 1.610.000   | 16,5        | 88         | 63         | 25         | 3.025                     |         | 41        | 119       | 41         |
| 2001 | 269.000     | 1.629.000   | 16,5        | 93         | 69         | 24         | 2.892                     |         | 70        | 69        | 50         |
| 2002 | 300.000     | 1.600.000   | 18,8        | 94         | 73         | 21         | 3.191                     |         | 53        | 146       | 51         |
| 2003 | 300.000     | 1.600.000   | 18,8        | 98         | 74         | 24         | 3.061                     |         | 66        | 147       | 51         |
| 2004 | 300.000     | 1.800.000   | 16,7        | 103        | 78         | 25         | 2.912                     |         | 82        | 141       | 63         |
| 2006 | 310.800     | 1.864.000   | 16,7        | 109        | 83         | 26         | 2.851                     |         | 62        | 170       | 67         |
| 2012 | 291.000     | 2.249.000   | 12,9        | 131        | 97         | 34         | 2.221                     |         | 79        | 195       | 79         |
| 2015 | 314.300     | 2.419.000   | 13,0        | 149        | 114        | 35         | 2.109                     |         | 127       | 219       | 91         |
| 2018 | 306.245     | 2.103.680   | 14,6        | 147        | 114        | 33         | 2.083                     |         | 84        | 195       | 94         |
| 2020 | 301.770     | 2.074.813   | 14,5        | 160        | 121        | 39         | 1.886                     |         | 79        | 214       | 95         |
| 2022 | 301.130     | 2.179.630   | 13,8        | 171        | 127        | 44         | 1.760                     |         | 79        | 211       | 97         |